# Distrito de Rosa Panduro
Rosa Panduro es un distrito de la provincia peruana del Putumayo, en el margen nororiental del departamento de Loreto. Limita por el noroeste y por el norte con el Distrito de Teniente Manuel Clavero; por el este con la República de Colombia; y, por el sur y suroeste con el Distrito de Putumayo y los distritos de Napo y Torres Causana (Provincia de Maynas).
Desde el punto de vista jerárquico de la Iglesia católica forma parte de la Vicariato apostólico de San José de Amazonas.

## Historia
El distrito fue creado mediante Ley N° 30186 del Congreso del 10 de abril de 2014 y promulgada el 5 de mayo del mismo año, en el gobierno del Presidente Ollanta Humala.
El 29 de noviembre de 2015 se realizaron las primeras elecciones municipales distritales, siendo elegido Delmer Ricopa Coquinche.

## Geografía
Abarca una superficie de 7 166,65 km².

## División administrativa

### Centros poblados
- Santa Mercedes.

## Autoridades

### Municipales
- 2019 - 2022[5]
  - Alcalde: Nicer Vargas García, de Acción Popular.
  - Regidores:

  1. Alexis Manihuari Dos Santos (Acción Popular)
  2. Deisy Adriana Gómez Mashacuri (Acción Popular)
  3. Moisés Sosa Sosa (Acción Popular)
  4. Liz Rosamery Pérez Coquinche (Acción Popular)
  5. Sixton Sosa Butuna (Todos por el Perú)

Alcaldes anteriores
- 2016-2018: Delmer Ricopa Coquinche, del Movimiento Integración Loretana.

## Festividades
- Junio: Fiesta de San Juan